# Матавері (аеропорт)
Міжнародний аеропорт Матавері або Аеропорт Острова Пасхи (IATA: IPC, ICAO: SCIP) знаходиться в місті Ханга-Роа на Рапа-Нуї / (острів Пасхи). Найвіддаленіший аеропорт у світі (визначається як відстань до іншого аеропорту), розташований на відстані в 3759 км від Сантьяго (Чилі) (SCL), який має регулярні рейси до нього, що виконуються чилійським авіаперевізником LATAM Chile. Злітно-посадкова смуга починається вглибині південно-східного узбережжя острова в Матавері і майже досягає західного узбережжя, майже відокремлюючи гору Рано-Кау від решти острова. Аеропорт є основним пунктом в'їзду для відвідувачів острова Пасхи. У ньому є транзитний зал, який раніше використовувався пасажирами, які продовжували або поверталися з Папеете, Таїті, і який обслуговував LATAM до червня 2020 року.

## Історія
Регулярні перевезення з материкової частини Чилі почалися в 1967 році з щомісячного польоту на пролайнері Douglas DC-6B, який виконував LAN-Chile, який тривав дев'ять годин з використанням злітно-посадкової смуги, розширеної та асфальтованої для використання базою США. У 1970 році послуги були оновлені щотижневими прямими рейсами Boeing 707—320 до Сантьяго, а також до міжнародного аеропорту Фааа (PPT) у Папеете, Таїті. Пряме сполучення з Папеете було додано наприкінці 1960-х років за допомогою DC-6B, а потім частоту подвоїли до двох разів на тиждень, а мережа LAN-Chile забезпечувала пряме сполучення 707 раз на тиждень між островом Пасхи та Франкфуртом, Парижем і Мадридом у Європі через Сантьяго. До 1975 року LAN-Chile розширила свій маршрут з Таїті, що виконує один раз на тиждень 707 до Наді, Фіджі (NAN). Тоді LAN-Chile замінила свої рейси Boeing 707 на Boeing 767-200ER, а в 1993 році двічі на тиждень здійснювала рейси туди й назад за маршрутом Сантьяго (SCL) — Острів Пасхи (IPC) — Папеете (PPT). Пізніше авіакомпанія виконувала рейси за допомогою широкофюзеляжних літаків Airbus A340 і Boeing 767-300ER.
Аеропорт має одну злітно-посадкова смугу довжиною 3318 м. Аеропорт був колись призначений місцем зупинки для американської програми пілотованих польотів Спейс Шатлл, коли планувалися полярні орбітальні польоти з бази ВПС Ванденберг у південній Каліфорнії, а потім цей запуск у космос був скасований. Проект НАСА щодо подовження злітно-посадкової смуги був завершений у 1987 році, і він дозволив широкофюзеляжним літакам використовувати аеропорт, що ще більше сприяло розвитку туризму на острові.

## Опис
Через відсутність аеропортів перенаправлення між Таїті та Південною Америкою, за винятком Матавері, чилійська авіаційна влада забороняє перебувати більше ніж одному літаку поблизу Матавері. Коли літак, що летить з Південної Америки, пролітає пів дороги між Південною Америкою та островом Пасхи, жоден інший літак не може бути ближче, ніж його власна половина шляху, доки перший літак успішно не приземлиться на острові. Це пояснюється тим, що якщо повітряне судно зазнає аварії, яка перекриє або закриє злітно-посадкову смугу, інше повітряне судно не зможе приземлитися, і його слід повернути назад до аеропорту вильоту. 
До східного кінця злітно-посадкової смуги прилягає пагорб. Захід і відліт з обох кінців злітно-посадкової смуги здійснюються над водою.

## Авіалінії та напрямки
| Авіакомпанія | Пункт призначення |
| ------------ | ----------------- |
| LATAM Chile  | Сантьяго-де-Чилі  |

LATAM Chile здійснює регулярні рейси на літаку Boeing 787 Dreamliner.